# Phebalium brachycalyx
Phebalium brachycalyx är en vinruteväxtart som beskrevs av P. G. Wilson. Phebalium brachycalyx ingår i släktet Phebalium och familjen vinruteväxter. Inga underarter finns listade i Catalogue of Life.